# عبد القادر بن حليمة
عبد القادر بن حليمة لاعب كرة قدم جزائري من مواليد 18 ديسمبر 1934 بمدينة غليزان.
نشط في الجزائر وبفرنسا شغل منصب مهاجم.

## تاريخ

### مشوار كلاعب كرة قدم
ولد عبد القادر بن حليمة في 18 ديسمبر 1934 بمدينة غليزان هاجر لفرنسا أين نشط في فريق FC DIJON في منصب مهاجم لمدة 3سنوات وكانت حصيلته التهديفية بـ 32 هدف بمجموع 61 مقابلة يبن مواسم (1960-1961) (1961-1962) (1962-1963).
وبعد الاستقلال عاد لارض الوطن لينشط مع فريق سريع غليزان لمواسم 1963-1970.

### مشوار كمدرب فرق
بعد عطاء طويل في لعب كرة القدم إتجه للتدريب أين درب فريق سريع غليزان .